# Clube Náutico Marcílio Dias
Maillots
Le Clube Naútico Marcílio Dias est un club brésilien de football basé à Itajaí dans l'État de Santa Catarina.

## Palmarès
- Championnat de l'État de Santa Catarina :
  - Vainqueur : 1963

- Coupe de Santa Catarina :
  - Vainqueur : 2007, 2022, 2023